# Frederic Geurts
Frederic Geurts (Wilrijk, 1965) is een Vlaams beeldend kunstenaar.

## Leven en werk
Hij studeerde productontwikkeling in Genk. Hij is actief als kunstenaar sinds eind jaren ’80. Zijn werk bestaat uit monumentale, maar erg fragiele structuren. Sedert 2005 is hij docent aan de PHL, Hasselt. Hij leidt er een atelieroverkoepelend project over kunst in de publieke ruimte. Dit is een project voor de 2de en 3de bachelor studenten Vrije Kunsten. Daarnaast is hij begeleider van de Masterstudio Kunst en Publieke Ruimte.
In 2009-2010 vond zijn eerste museale tentoonstelling plaats in Z33 in Hasselt onder de naam (Un)balanced.

## Publicaties
- Frederic Geurts, MER, 2009 (met bijdragen van Francis Smets en Jean Paul Van Bendegem)